# Ken Marschall
Ken Marschall (Whittier, Califórnia, 28 de outubro de 1950) é um pintor e ilustrador estadunidense, conhecido por suas pinturas de navios transatlânticos famosos, como RMS Titanic, RMS Lusitania e HMHS Britannic. Suas pinturas foram usadas em muitos livros sobre o Titanic, mais notavelmente em suas representações do naufrágio, das quais não foram tiradas fotografias que pudessem ser usadas.
Marschall serviu também como consultor em muitos filmes e documentários sobre o Titanic, incluindo Titanic de James Cameron, Ghosts of the Abyss (na qual ele também apareceu como J. Bruce Ismay), Death of a Dream e The Legend Lives On, da A&E Networks.[carece de fontes?]